# Степанівка (Голованівський район)
Степа́нівка — село в Україні, у Вільшанській селищній громаді Голованівського району Кіровоградської області. Населення становить 60 осіб.

## Населення
Згідно з переписом УРСР 1989 року чисельність наявного населення села становила 66 осіб, з яких 21 чоловік та 45 жінок.
За переписом населення України 2001 року в селі мешкало 60 осіб.

### Мова
Розподіл населення за рідною мовою за даними перепису 2001 року:
| Мова       | Відсоток |
| ---------- | -------- |
| українська | 80,00 %  |
| вірменська | 15,00 %  |
| російська  | 1,67 %   |
| інші       | 3,33 %   |